# 剛鐸

剛鐸國旗，亦為剛鐸帝徽。帝徽的形象來自古代的歌謠（參見《魔戒二部曲》261頁），中央的樹木代表維拉依照雙聖樹打造，贈送給努曼諾爾人的白樹；七顆星辰代表諾多族最高君王費諾打造的七枚真知晶石。

剛鐸（英語：Gondor），是英國作家約翰·羅納德·鲁埃尔·托爾金的史詩式奇幻小說《魔戒》中，位於中土大陸南方之登丹人王國。
「剛鐸」之名意思為「岩石之地」Land of Stone，由辛達林語的gond（石Stone）和（n）dor（土地land）結合而成。又有一說，由於剛鐸處於白色山脈附近，所以如此命名。用昆雅語表示的話，則稱安多諾爾Ondonórë。

## 歷史
剛鐸於第二紀元3320年，努曼諾爾帝國滅亡後，由伊蘭迪爾的兩個兒子埃西鐸及安那瑞安共同建立，位於中土大陸南方、魔多以西，貝爾法拉斯灣以東。她與北方的姐妹國亞爾諾遙遙相對。二個王國歷史交錯，為人所知兩國都是登丹人的流亡國度。

### 早期的歷史
努曼諾爾帝國滅亡之前，許多努曼諾爾人已經移民剛鐸，那裡亦有與努曼諾爾人同源的伊甸人後代中土世界人類，中土世界人類大多居住在安德拉斯或附近。剛鐸的緯度接近現實世界的威尼斯，相比起亞爾諾，氣候更加溫和。某些人推測，在努曼諾爾帝國滅亡，伊蘭迪爾和兩個兒子到達剛鐸之前，伊利雅德地區安都因河近海部份，曾出現一個源遠流長的城市，佩拉格。
伊蘭迪爾從努曼諾爾帝國帶來的登丹人流亡中土世界。北部亞爾諾移民接受了伊蘭迪爾對王位的要求。然而，安都因河更南的地區，其他也在努曼諾爾帝國毀滅後逃亡的努曼諾爾人拒絕認可伊蘭迪爾稱王之要求。
由於剛鐸建立於皇帝的人馬和伊蘭迪爾帶來的忠诚派之間，幾乎使剛鐸陷於分裂，並且所有更南部的殖民地（譬如昂巴）依然是伊蘭迪爾的敵人。
流亡者建造了幾座大城市和城堡，幾個重要大城市和城堡被安置了真知晶石。安那瑞安的城市，落日之塔米那斯雅諾Minas Anor（後來更名為米那斯提力斯Minas Tirith，守衛之塔）。埃西鐸的城市，靠近魔多疆界黯影山脈的昇月之塔米那斯伊希爾Minas Ithil，那裡種植了白樹。位於安都因河兩岸的星辰堡壘奧斯吉力亞斯，剛鐸的前首都，真知晶石主晶石的家。並且，接近法貢森林和艾辛河淺灘附近安格林諾斯特Angrenost歐散克塔Orthanc。西薩格勒Hithaeglir（迷霧山脈），和白色山脈中的低谷愛加拉隆Aglarond，以後就成為人所知，驃騎人的海尔姆深谷。堡壘原始的名字愛加拉隆，意思是「只要有人守衛，閃爍門戶的堡壘永不陷落」。米那斯雅諾、奧斯吉力亞斯、米那斯伊希爾、艾辛格、阿努米那斯、阿蒙蘇爾瞭望台和俯瞰隆恩灣的塔中都有真知晶石。
剛鐸首都初期建都在奧斯吉力亞斯，及後遷至米那斯提力斯。
第二紀元的結尾，索倫返回魔多，向剛鐸發動戰爭。他奪取了米那斯伊希爾，焚毀白樹。但埃西鐸逃到北方的亞爾諾，他的兄弟安那瑞安则保衛了剛鐸。剛鐸加入精靈及人類最後同盟，與其它國家一起決心對抗索倫。雖然同盟戰勝和推翻了索倫，但他最終在第三紀元回來，困擾剛鐸和亞爾諾。

#### 剛鐸的興起
由於索倫的失敗，剛鐸承擔看守魔多責任。伊蘭迪爾和安那瑞安在戰爭中被殺害，因此埃西鐸教導安那瑞安的兒子梅蘭迪爾治國，交剛鐸給他管治，然後讓大軍由努曼諾爾大道前往北部，自己經安都因河去亞爾諾，直接管治亞爾諾。但是，當埃西鐸到達格拉頓平原（格拉頓平原约在The Great River与Gladden River交汇处），被半獸人伏擊，在危急之際埃西鐸戴上至尊魔戒隱形，但至尊魔戒背叛了他，至尊魔戒變大滑落了他的手指，埃西鐸因此被發現而亂箭射死，三個兒子也死去，二百名士兵只剩下三人到達瑞文戴爾，遲來的幽暗密林援軍只能阻止半獸人摧殘死者的遺體。位於瑞文戴爾，埃西鐸最小的兒子瓦蘭迪爾成為亞爾諾國王，由於疏忽，瓦蘭迪爾從未試圖從堂兄梅蘭迪爾索回剛鐸的統治權。兩王國基本上分裂了。但登丹人最高君王的頭銜依然屬於瓦蘭迪爾和他的承繼人。
剛鐸享受的和平直到第三紀元492年東方人第一次入侵結束。隨後，剛鐸征服了許多安都因河東岸的土地。

#### 剛鐸的黃金時代
剛鐸在四位「航海之王」的管治下，國力達到顛峰，那時期稱作黃金時代。四位航海之王：
- 塔拉農·法拉斯特Tarannon Falastur（在位期間：第三紀元840年–第三紀元913年），第一任航海之王，無子嗣。
- 埃阿尼爾一世Eärnil I（在位期間：第三紀元913年–第三紀元936年），塔法農·法拉斯特之侄。
- 色延迪爾Ciryandil（在位期間：第三紀元936年–第三紀元1015年）。
- 海爾曼達希爾一世（色雅赫）Hyarmendacil I（Ciryaher，在位期間：第三紀元1015年–第三紀元1149年），最後一任航海之王。

至到第三紀元1050年，剛鐸國王越過關絲洛河向中土世界西部和北部擴張。領土直抵南部沿海黑暗努曼諾爾人的避風港昂巴。在最後一場的大戰中，剛鐸以強大的榮耀和力量，攻入了昂巴。從那時之後，剛鐸王國經常抵抗入侵的外族。王國的財富、力量、聲望、大小和人口，在以後的2000年間逐漸衰退。
在強大的國王海爾曼達希爾一世（第三紀元十二世紀的國王）治下，剛鐸國力達到顛峰。剛鐸的疆界達到最進一步的程度。王國領土遠至東北部盧恩內海，南到哈拉德威治，以幽暗密林西部作亞爾諾疆界。
剛鐸的財富之多，令得他國妒嫉：「寶石是剛鐸小孩的玩具。」剛鐸雖然享受幾個世紀的和平，但海爾曼達希爾一世之後的幾任國王都貪於逸樂，結果被外族乘虛而入。

### 剛鐸的衰落
在海爾曼達希爾一世之後，剛鐸開始衰落（雖然剛鐸曾幾次復興）。第三紀元以後的2000年間，三場巨大災難衝擊剛鐸，這是剛鐸的衰落首要原因：皇室內鬥、大瘟疫，和戰車民（東方人部落）的入侵。

#### 皇室內鬥
15世紀，一次被命名為皇室內鬥的巨大內戰分裂了國家。當時的國王艾爾達卡Eldacar的母親是北方人，所以國王有混雜的血統。這導致所有擁有皇家血統的海軍擁立了海軍司令卡斯塔米尔Castamir為王（之後稱為篡位者卡斯塔米尔）。III-1432年，皇室內鬥正式爆發，1437年艾爾達卡退守奧斯吉力亞斯，不久城市淪陷，艾爾達卡被推翻，長子被殺，艾爾達卡往北逃到羅馬尼安王國。
卡斯塔米尔在位十年期間，殘暴統治人民，他的老艦隊除了注意在海岸地帶之外，就將內部省份忽略了。艾爾達卡返回了他的北方人親屬軍隊，內部省份譬如安諾瑞安的軍隊也從剛鐸加入艾爾達卡一方。
奧斯吉力亞斯在這衝突中被毀壞，跨越安都因河的大桥斷裂，真知晶石失落。艾爾達卡最終重登王位，但卡斯塔米尔的兒子和他們追隨者圍攻剛鐸口岸佩拉格。他們最終撤退到昂巴，加入了海盜，並且騒擾了剛鐸許多年，直到他們的後裔滅絕。

#### 大瘟疫
第三紀元1636年，大瘟疫侵袭剛鐸，白樹枯萎。瘟疫横扫中土世界大部分的土地，到達北部亞爾諾和夏爾的哈比人處。在瘟疫下，剛鐸國王泰勒納和他的所有兒子都病死了，唯有他的侄子塔龍多即位。
塔龍多王找到白樹樹苗，接著把首都由奧斯吉力亞斯迁到米那斯雅諾。在這時期，剛鐸人口大量減少，對魔多的設防放鬆，由於兵力不足而棄守了許多守衛要塞。在那時，相信只要哈拉德人或東方人攻擊的剛鐸，她就可能會滅亡。但是，瘟疫亦使得剛鐸的敵人元氣大傷，條件不見得比剛鐸更好，因此根本沒有辦法進行新一波攻勢。

#### 東方人類入侵
19世紀以後，一個新威脅出現，東方人類之入侵摧殘了剛鐸和北方人的土地，衝突足足持續了一百年，完全粍盡剛鐸僅餘的國力。第三紀元1944年，東方人類打敗了由昂多赫國王帶領的剛鐸北軍，昂多赫國王和他兩个兒子戰死。但倖存者聯合戰勝的埃阿尼爾將軍帶領之剛鐸南軍，在野營戰役中大破東方人類，取得勝利。

### 皇室絕嗣

#### 拒絕統一
在昂多赫國王於第三紀元1944年战死之後，剛鐸面臨一次继承危機。昂多赫的女婿，雅西頓國王亞帆都提出索取剛鐸王位要求，因為他是伊蘭迪爾之子埃西鐸的後裔。亞帆都國王亦援用了古老的努曼諾爾帝國法律，陳述最年長或殘餘的子女會成為王位繼承人。他的王后費瑞爾（昂多赫唯一生存的子女）應該依照努曼諾爾皇位長子繼承法成為执政女王。但這個要求被剛鐸宰相佩蘭多及剛鐸大咨议会一致否決，因為他們表示埃西鐸將剛鐸之王位繼承權交給安那瑞安的家系，埃西鐸家系已失去剛鐸之王位繼承權，更何況剛鐸正處於多事之秋，派一名不懂軍事的女子作女王，只會將剛鐸帶向滅亡。
剛鐸最後通過了由戰勝將軍埃阿尼爾繼位，是為埃阿尼爾二世，他是剛鐸國王特路美泰·昂巴達希爾的第五代子孙，亦即昂多赫國王的堂侄。這次決定指出了二個重要先例，影響未來的剛鐸法律：第一，埃西鐸的承繼人不能成為剛鐸國王；第二，只有安那瑞安家系之最年長或殘餘的男性後裔才能登上王位。
由於埃阿尼爾二世戰勝戰車民，又是特路美泰·昂巴達希爾的第五代子孙，支持他為合法國王的民衆頗多。於是亞帆都改變策略，以伊蘭迪爾的承繼人身份要求王位，事實上，埃西鐸的確是伊蘭迪爾的長子。對於這個要求，剛鐸從沒有回覆。而亞帆都的後裔亦未忘記，剛鐸還未回答以伊蘭迪爾的承繼人身份要求王位是否合法。

#### 直到第三紀元末的剛鐸最後之王

剛鐸與周邊地區地圖

III-1974年，北方的雅西頓淪陷，首都佛諾斯特失守，國王亞帆都逃到冰灣。1975年，爾諾統領大軍在灰港岸登陸，登丹人、林頓精靈和少量瑞文戴爾的精靈參加佛諾斯特戰役。安格馬巫王潰敗，埃阿尼爾二世之独子爾諾帶領剛鐸大軍戰勝實際為戒靈之首的安格馬巫王。雖然爾諾希望與他單打獨鬥，但爾諾的馬因害怕而逃跑。當他掌握回馬匹返回的時候，安格馬巫王早已逃之夭夭了。精靈领主葛羅芬戴爾告誡爾諾不要追他，並預言：「他的末日尚未到来，他不會死在人的手上。」（葛羅芬戴爾說預言的人，其實是指男人，但當時所有人認為這個預言是解釋為人類不能殺死安格馬巫王，結果到伊歐玟殺死了巫王，人們才知道所指的人是女人）
爾諾後來繼承王位，在米那斯雅諾統治剛鐸。III-2002年，戒靈奪取了米那斯雅諾的姊妹城市米那斯伊希爾，並易名爾諾挑戰，並嘲諷他在佛諾斯特戰役期間，出於怯懦而出逃。於是憤怒的爾諾帶了一小隊騎士進入米那斯魔窟，接受挑戰。最終，再沒有他們的消息。
由於剛鐸的皇室內鬥，王族大幅減少，許多皇親國戚不是捨棄了自身努曼諾爾血統，與外族人聯姻，就是出逃流亡到昂巴，成為背叛者。沒有子嗣的爾諾失蹤了後，再也找不到有純正血統的繼承人。剛鐸宰相的規則最終令到沒人有資格成為法定繼承人。剛鐸宰相恐懼如果擁立一個不被登丹人支持的國王，帶來另一場內戰將使剛鐸毀滅。

### 剛鐸宰相

#### 宰相攝政
埃阿尼爾二世之子爾諾失蹤以後，剛鐸宰相找不到有純粹努曼諾爾血統的繼承人，而且沒有證明爾諾已經駕崩，剛鐸不能再承受多一次類似「皇室內鬥」的內戰，於是剛鐸宰相宣佈代理朝政。安那瑞安家系從此絕嗣，南王国的带翼王冠放在埃阿尼爾二世寢陵中，直到國王歸來。
每一位新宰相即位時，都會宣誓：「手執法杖，以帝之名代理朝政，直至國王歸來。」初期的幾位宰相都是真心對待這誓言，國王真的歸來的話，宰相就會完成他的任務。但是國王從沒回來，誓言亦變成虛應歷史的傳統，宰相完全握有國王的權力。
雖然剛鐸人民記得剛鐸還未回答亞帆都的要求，但亞爾諾已經亡國，這時期的埃西鐸家系都在伊利雅德掩藏。宰相對北方皇族的存在與否置之不理，只是專心扮演沒有國王之名，卻有國王之實的統治者角色。在魔戒聖戰期間，剛鐸的宰相是迪耐瑟二世，他的兩個兒子是波羅莫和法拉墨。

#### 西瑞安與伊歐
第三紀元2510年，正值剛鐸宰相西瑞安統治期間，國家面臨一次巨大的危險：東方人其中一支野人部落侵略剛鐸。剛鐸的軍隊往米那斯提力斯的退路被切斷，被迫退入銀光河方向。
西瑞安派遣信使到安都因河北部的驃騎人部落求助，但沒人感到信使會活著到達目的地。當剛鐸軍隊幾乎戰敗之時，驃騎人及時趕到，在凱勒布蘭特平原之戰中取得勝利。西瑞安感謝驃騎人之助，決定將把白色山脈以北的卡蘭納宏授予驃騎人。自此，驃騎人在凱勒布蘭特平原、迷霧山脈、法貢森林、銀光河、安都因河、西埃敏莫尔、摩林溪南部末端為界、建立洛汗國，驃騎人首領年少伊歐成為洛汗國第一代國王。西瑞安與伊歐盟誓，建立永久聯盟。

#### 貝倫和薩魯曼
第三紀元2758年，這時為剛鐸宰相貝倫在位，剛鐸和洛汗面對新一場危機，昂巴和哈拉德的海盜痛擊剛鐸沿岸。同時，洛汗遭到東方人和登蘭德人東西方夾擊，洛汗國王聖盔·鎚手被迫退入號角堡。
兩國皆自顧不暇，第三紀元2758年11月至第三紀元2759年3月，是為歷史上著名的長冬，嚴寒足足持續了五個月，剛鐸、洛汗和她們的敵人都在長冬中受重創，聖盔國王凍死。長冬過後，積雪融化成洪水，把敵人淹斃。剛鐸軍隊擊退敵人，其後趕到洛汗相助。第三紀元2759年年底，聯軍將登蘭德人逐出洛汗，重奪艾辛格。
這時，問題來了，洛汗國一直宣稱艾辛格是其領土，但剛鐸宰相西瑞安與伊歐萌誓時，並沒有一同贈予艾辛格給驃騎人。所以嚴格來說，艾辛格是剛鐸治下的一塊外飛地。兩國不願因領土問題而決裂，亦不願就此放棄領土。就在兩國為領土問題煩惱時，埃斯塔力白袍薩魯曼出現，貝倫認為薩魯曼是一個可信任的盟友，於是將艾辛格的統治權和歐散克塔的鑰匙交給薩魯曼。薩魯曼承認自己為剛鐸宰相的部屬和高塔的管理者。洛汗國王佛瑞拉夫非常滿意貝倫的安排，認為洛汗就可以多了一個近在咫尺的強大盟友。
薩魯曼在歐散克塔中找到真知晶石，其後被索倫腐化，將歐散克塔據為己有。貝倫和佛瑞拉夫自以為兩全其美的決定，為後代帶來無窮禍患。

## 魔戒聖戰
第三紀元3019年，魔戒聖戰爆發，在帕蘭諾平原戰役中，剛鐸首都米那斯提力斯被圍攻，幾乎戰敗。洛汗人再一次相助，扭轉戰局，戰爭勝利。
索倫敗亡以後，國王回歸，王位恢復。伊蘭迪爾之子埃西鐸及亞爾諾國王後裔，登丹人酋長亞拉岡二世登基成為重聯王國國王，他以「伊力薩·泰爾康泰」為帝號，意思為「精靈寶石·神行客」，自此他的後裔以「泰爾康泰」作家族名號。亞拉岡的祖先是亞爾諾國王亞帆都，他迎娶了剛鐸國王昂多赫唯一生存的女兒費瑞爾，所以他以埃西鐸及安那瑞安的共同後裔身份得到繼承人之合法性，而且，他有象徵王權的伊蘭迪爾佩劍：納希爾聖劍（日與月），後來易名為安都瑞爾聖劍（西方之焰）。從此，北方王國擁有的權杖，和南方王國擁有的王冠合而為一。
剛鐸宰相法拉墨將統治權重新交回伊力薩王，伊力薩王继续任命法拉墨为剛鐸宰相，更封他為伊西立安亲王，封土在祖先的故乡埃敏莫尔。
讀者常常以魔戒聖戰時期中剛鐸（第三紀元3019年）與拜占庭帝國比較。拜占庭帝國和剛鐸一樣，都是承傳自古老帝國。拜占庭帝國承傳自羅馬帝國；剛鐸承傳自努曼諾爾帝國。而且，它們曾經強大過。拜占庭帝國和剛鐸是文明的大本營，往往對抗它們認為是黒暗勢力的野蠻國家。
從剛鐸的軍隊多少判斷，魔戒聖戰時期中，剛鐸的人口介乎200,000人之間。

## 剛鐸省份
- 伊西力安Ithilien，橫挎安都因河。
- 安諾瑞安Anórien，在卡蘭納宏。
- 羅蕯那奇Lossarnach
- 蘭班寧Lebennin，五河流經之地。
- 貝爾法拉斯Belfalas與，
- 多爾恩俄尼爾Dor-en-Ernil，由多爾安羅斯王治理。
- 拉密頓Lamedon，在林羅河，及
- 安法拉斯Anfalas，又名「朗斯特蘭」Langstrand，在西南。

安德拉斯Andrast位於海角未端，不直接隷屬於剛鐸國王。那裡有各式各樣的封地采邑，由諸侯統治。第四紀元，剛鐸兩名最重要的諸侯是伊西立安亲王和多爾安羅斯亲王。
剛鐸的氣候和文化與現實世界的南歐非常相似。
另外，剛鐸歷史上曾統治這些地區：
- 哈隆鐸Harondor，又名「南剛鐸」South Gondor，位於剛鐸和哈拉德威治之間。
- 卡蘭納宏Calenardhon，於第三紀元2510年贈給驃騎人，成為洛汗國領土。
- 伊寧威治Enedwaith，剛鐸人從未真正定居那裡，內裡的城鎮塔巴德有時歸入剛鐸，有時歸入亞爾諾。
- 在幽暗密林和盧恩內海之間的廣大東方土地。
- 昂巴Umbar，埃阿尼尔一世至皇室內鬥時期都是剛鐸領土。
- 洛瓦尼安Rhovanion，剛鐸第三紀元不曾統治那裡，但受剛鐸影響頗深。

## 剛鐸城市和著名的地方
- 凱爾安卓斯島Cair Andros，在魔戒聖戰期間，被半獸人侵佔的安都因河島嶼。
- 卡倫貝爾Calembel
- 多爾安羅斯Dol Amroth，貝爾法拉斯的城市。
- 伊瑞奇Erech，著名的小山，上面有一座剛鐸堡壘，但第三紀元末丟空。
- 林何Linhir
- 米那斯提力斯Minas Tirith，前名米那斯雅諾，帝王之城，剛鐸首都。
- 奧斯吉力亞斯Osgiliath，位於安都因河的剛鐸前首都，在第三紀元時期被毀壞和摒棄，但後來的伊力薩王重建了城市。
- 佩拉格Pelargir，南部的偉大港口，認為是埃西鐸和安那瑞安第一次來到剛鐸的地方。魔戒聖戰期間幾乎被海盜奪取。
- 搭洛斯Tarnost

另外，剛鐸歷史上曾統治這些地點：
- 埃敏莫尔Emyn Muil的阿蒙漢山Amon Hen和阿蒙羅山Amon Lhaw，上面有小量駐軍。
- 安格林諾斯特Angrenost，艾辛格Isengard堡壘，後來授予白袍巫師薩魯曼，魔戒聖戰期間被樹人毀壞。
- 愛加拉隆Aglarond，洛汗堡壘，位於海尔姆深谷Helm's Deep內。
- 西力斯昂哥Cirith Ungol，剛鐸堡壘和關口。
- 德桑城堡Durthang，魔多最大的堡壘，位於黯影山脈。
- 米那斯伊希爾Minas Ithil，被魔多侵佔後易名米那斯魔窟Minas Morgul。
- 塔巴德Tharbad，伊寧威治的城市，由剛鐸和亞爾諾共同擁有。

## 外部連結
- 剛鐸及亞爾諾編年史